# 1952 في العراق
فيما يلي قوائم الأحداث التي وقعت خلال عام 1952 في العراق.

## سياسة

### تعيين في المنصب
- 23 نوفمبر – عبد المجيد القصاب وزير الصحة (العراق).

### انتهاء فترة المنصب
- 30 يونيو – عبد المجيد القصاب عضو مجلس النواب العراقي.
- 30 يونيو – نصرت الفارسي عضو مجلس النواب العراقي.

## مواليد

### يناير
- 1 يناير – إنعام كجه جي
- 1 يناير – حسين الصدر
- 1 يناير – عالية محمد باقر أمينة مكتبة عراقية.
- 1 يناير – عبد الغني الأسدي فريق ركن.
- 1 يناير – عبد اللطيف الهميم فقيه وعالم دين، وأديب، ومفكر إسلامي..
- 1 يناير – عدنان هادي الأسدي سياسي عراقي.
- 1 يناير – فؤاد الدوركي سياسي عراقي.
- 1 يناير – كاظم شريف مصارع ورباع عراقي.
- 1 يناير – كوسرت رسول علي سياسي عراقي.
- 1 يناير – ليلى قاسم سياسية عراقية.
- 1 يناير – محمد علي الحكيم سياسي عراقي.
- 1 يناير – وطبان إبراهيم التكريتي سياسي عراقي.
- 1 يناير – وفاء عبد الرزاق

### مارس
- 18 مارس – نائل حنون، عالم آثار وباحث وكاتب ومفكر ومنقب في المواقع الأثرية.

### أبريل
- 18 أبريل – سعد البزاز.
- 25 أبريل – حيدر العبادي، رئيس وزراء سابق في العراق.

### يوليو
- 1 يوليو – جليل حنون لاعب كرة قدم عراقي.
- 1 يوليو – علاء أحمد لاعب كرة قدم عراقي.

## وفيات

### أغسطس
- 5 أغسطس – راضي آل ياسين (مواليد 1896) فقيه مسلم عراقي.